# Турнедо Россини
Турнедо Россини (фр. Tournedos Rossini) — блюдо французской кухни из говяжьей вырезки. Из средней части вырезки нарезают небольшие округлые стейки, которые во Франции называют «турнедо».
Разновидностью турнедо являются медальоны. Турнедо обжаривают на сковороде в масле. Подают на тосте (крутоне) с ломтиком свежей фуа-гра сверху, слегка обжаренным на сковороде. Блюдо украшается ломтиками чёрного трюфеля и завершается соусом Мадера на основе мадеры.

## История
Блюдо названо в честь композитора Джоаккино Россини. Авторство блюда является предметом споров: его изобретение приписывается другу Россини французскому шеф-повару Мари-Антуану Карему, Адольфу Дюглере, Модесту Маньи, либо шеф-повару отеля Savoy Огюсту Эскофье. 
Также, существует мнение, что шеф-повар ресторана Maison Dorée в Париже, Казимир Муассон, создал это блюдо для композитора, который был завсегдатаем ресторана.
Происхождение названия «турнедо» связывают с французской фразой «turner le dos» — «поворачиваться спиной». С этой версией существует несколько легенд.
Так, когда композитор готовил блюда для своих гостей, он якобы при этом поворачивался к ним спиной, чтобы закрыть от их взглядов секреты процесса приготовления .
Гастрономический справочник Ларусса считает, что «...происхождение турнедо связано с заказом Россини (с фуа гра и трюфелями), столь удивительным в глазах метрдотеля в тот момент, что он передал блюдо «за спинами» гостей» .
Также, пожелав, чтобы приготовление происходило в столовой, чтобы он мог наблюдать за процессом, Россини, якобы, к изумлению повара ответил: «Ну, повернись на другую сторону, повернись ко мне спиной! (фр. … tournez-moi le dos!)» . Таким образом, говяжье филе получило название tournedos.
- Джоаккино Россини